# 青紫披碱草
青紫披碱草（学名：Elymus dahuricus var. violeus）为禾本科披碱草属下的一个变种。
本种为中生大型丛生禾草，野生种产于山沟、山坡草地及沟谷草甸,原始种产于大青山。模式标本藏于内蒙古农牧学院植物标本室。
青紫碱披草的引种驯化工作开始于1979年，该年从大青山以无性繁殖的方法将该草移回内蒙古农牧学院牧草试验站，当年秋季收到少量种子。1980年将收到的种子（F)播于试验地内，1981年收到FZ代种子(3斤左右)，1982年将驯化二代种子又播试验地内，1983年得到驯化三代种子，之后继续繁殖，已收获驯化三代、四代种子百余斤，可为生产试验提供原种，区内外已有一些单位引去试种。从驯化三代、四代的青紫披碱草生长发育看,表现良好。